# Kacey Clarke
Kacey Clarke (* 14. Januar 1988 in Enfield, London als Kacey Louisa Barnfield) ist eine britische Schauspielerin, Drehbuchautorin und Filmproduzentin.

## Leben und Karriere
Kacey Clarke hat einen Bruder und eine Schwester. Sie ist die Cousine zweiten Grades der britischen Schauspielkollegin Victoria Shalet.
Clarke gab ihr Schauspieldebüt in der BBC-Fernsehserie Grange Hill, in der sie in 82 Episoden die Maddie Gilks verkörperte. 2010 agierte sie im vierten Teil der Resident-Evil-Realfilmreihe mit dem Titel Resident Evil: Afterlife als Crystal Waters. In der 2013 erschienenen Fortsetzung des Rape-and-Revenge-Horrorfilms I Spit on Your Grave mit dem Titel I Spit on Your Grave 2 mimte sie die Sharon.

## Filmografie (Auswahl)
- 2001–2005: Grange Hill (Fernsehserie, 82 Episoden)
- 2004–2007: The Bill (Fernsehserie, 4 Episoden)
- 2007: Popcorn
- 2010: Lake Placid 3 (Fernsehfilm)
- 2010: Resident Evil: Afterlife
- 2012: Dragon Chronicles: Die Jabberwocky Saga
- 2013: I Spit on Your Grave 2
- 2013: Hooligans 3 – Never Back Down (Green Street 3: Never Back Down)
- 2015: Seeking Dolly Parton
- 2016: Blood Orange